# Rubinacci (azienda)
Rubinacci è un'azienda sartoriale italiana a conduzione familiare fondata nel 1932 da Gennaro Rubinacci a Napoli. Celebre per la sua giacca alla napoletana, la sartoria era inizialmente nota come London House, avendo quindi assunto la denominazione attuale negli anni '60 con Mariano Rubinacci.

## Storia
L'azienda sartoriale, di cui è erede l'odierna Rubinacci, fu fondata a Via Chiaia nel 1932 dal mercante d'arte napoletano Gennaro Rubinacci, il quale decise di denominarla "London House" in ossequio ai pregiati tessuti inglesi e alla capitale britannica, allora tra i principali centri mondiali dell'eleganza maschile . Sin dagli albori, una delle principali innovazioni apportate da Rubinacci nel mercato della moda maschile fu la cosiddetta "giacca alla napoletana", assai leggera e soffice, e quindi in antitesi rispetto all'imbottito prototipo prediletto dai sarti londinesi di Savile Row. Tra i suoi primi clienti figurano Vittorio De Sica e Curzio Malaparte.
Nel 1961, l'azienda passò nelle mani del figlio di Gennaro, Mariano, il quale la ribattezzò con il cognome familiare e avviò al contempo una campagna di apertura verso i mercati esteri, culminata nell'apertura di una boutique nel quartiere londinese di Mayfair nel 2005.
Alcuni modelli del marchio napoletano sono stati esposti nella mostra del Victoria and Albert Museum dedicata alla moda italiana dal 1945 al 2014. Rubinacci è oggi presente con negozi monomarca a Napoli (nel Palazzo Cellammare), a Milano (in Via Monte Napoleone) e a Londra (a Mount Street).

### Museo della sartoria
Mariano Rubinacci ha fondato un museo della sartoria napoletana a Napoli, con abiti del 1930, che ha occasionalmente prestato oggetti alla FIT di New York e, nel 2014, al Victoria and Albert Museum di Londra.